# Хории, Томитаро

Томитаро Хории (яп. 堀井 富太郎 Хории Томитаро:, 7 ноября 1890 — 23 ноября 1942) — генерал-майор императорской армии Японии.
Родился в префектуре Хёго. В 1911 году закончил Рикугун сикан гакко и стал служить в пехоте. Во время Шанхайской войны 1932 года служил при штабе Шанхайской экспедиционной армии. В 1935-37 годах служил в 12-м пехотном полку, дослужился до полковника, в 1938 году получил под командование 78-й пехотный полк. В 1941 году стал командиром 55-й дивизии, входившей в состав Группы Южных морей.
Во время Новогвинейской кампании Хории со своими войсками принимал участие в попытке десанта в Порт-Морсби, однако после сражения в Коралловом море она была отменена, и было решено атаковать Порт-Морсби с суши. В июле 1942 года он высадился в районе деревни Буна, и с 144-м полком (8.500 человек) отправился на Порт-Морсби по Кокодскому тракту через хребет Оуэн-Стэнли. Однако в серии сражений на тракте австралийские войска нанесли японцам поражение, и Хории был вынужден отступить с оставшимися в живых солдатами. Во время переправы через реку Кумуси плот, на котором находился генерал-майор Хории, перевернулся, и он утонул.